# 10443 van der Pol
10443 van der Pol (1045 T-2) là một tiểu hành tinh vành đai chính.